# Saint-Aubin-sur-Mer (Seine-Maritime)
Saint-Aubin-sur-Mer település Franciaországban, Seine-Maritime megyében. Lakosainak száma 175 fő (2022. január 1.). Saint-Aubin-sur-Mer Le Bourg-Dun, Quiberville-sur-Mer és Sotteville-sur-Mer községekkel határos.

## Népesség
A település népessége az elmúlt években az alábbi módon változott:
| Lakosok száma | 216  | 200  | 188  | 170  | 167  | 165  | 163  | 169  | 175  |
|               | 2013 | 2015 | 2016 | 2017 | 2018 | 2019 | 2020 | 2021 | 2022 |